# Thomas Heywood
Thomas Heywood, född omkring 1575, död 16 augusti 1648, var en engelsk författare.

## Biografi
Heywood var skådespelare och teaterman, och själv insatt i dramats möjligheter. Ett 40-tal pjäser av Heywood är bevarade. I de flesta visar han sig som den sympatiska skildraren av engelsk vardag med stark, realistisk individualiseringsförmåga. Hans främsta pjäser är A woman killed with kindness (1603) och The English traveller. Temat är i bägge den otrogna hustrun. Där är burna av nobel resignation och saknar all råhet och plumphet. Man kan beteckna Heywood som en av de tidigaste föregångarna till 1700-talets borgerliga drama. Heywood har även skrivit ett arbete om skådespelarkonsten, Apology for actors (1612).